# Honda BR-V
Honda BR-V (Bold Roundabout Vehicle) — субкомпактный кроссовер, выпускаемый компанией Honda с 2016 года и продаваемый на развивающихся рынках. Несмотря на габаритные размеры, BR-V расположен ниже HR-V. Разработанный в Таиланде, автомобиль поставляется и собирается в нескольких азиатских странах, включая Индонезию, Таиланд, Филиппины, Малайзию, Индию и Пакистан. Продажи также организованы в Брунее, Мексике и Южной Африке.

## Первое поколение (DG1/2; 2016)
Первое поколение Honda BR-V дебютировало 20 августа 2015 года в Индонезии. По словам Томоки Учиды, директора Honda Prospect Motor в Индонезии, BR-V «послужит ответом на растущие запросы клиентов и потребности в доступном внедорожнике, который обладает высокой проходимостью, элегантным дизайном и способен перевозить 7 пассажиров за одну поездку».
В разное время Homda BR-V первого поколения продавался в Индии, Индонезии, Малайзии, Пакистане, Филиппинах, Южной Африке и Таиланде. В 2019 году автомобиль прошёл рестайлинг.

### Двигатели
Первое поколение Honda BR-V оснащалось 1,5-литровым четырёхцилиндровым бензиновым двигателем L15Z1 i-VTEC мощностью 88 кВт (118 л. с.) при 6600 об/мин и крутящим моментом 145 Н⋅м при 4600 об/мин, либо 1,5-литровым четырёхцилиндровым турбодизельным двигателем N15A1 мощностью 73,5 кВт (99 л. с.) при 3600 об/мин и крутящим моментом 200 Н⋅м при 1750 об/мин.

### Галерея

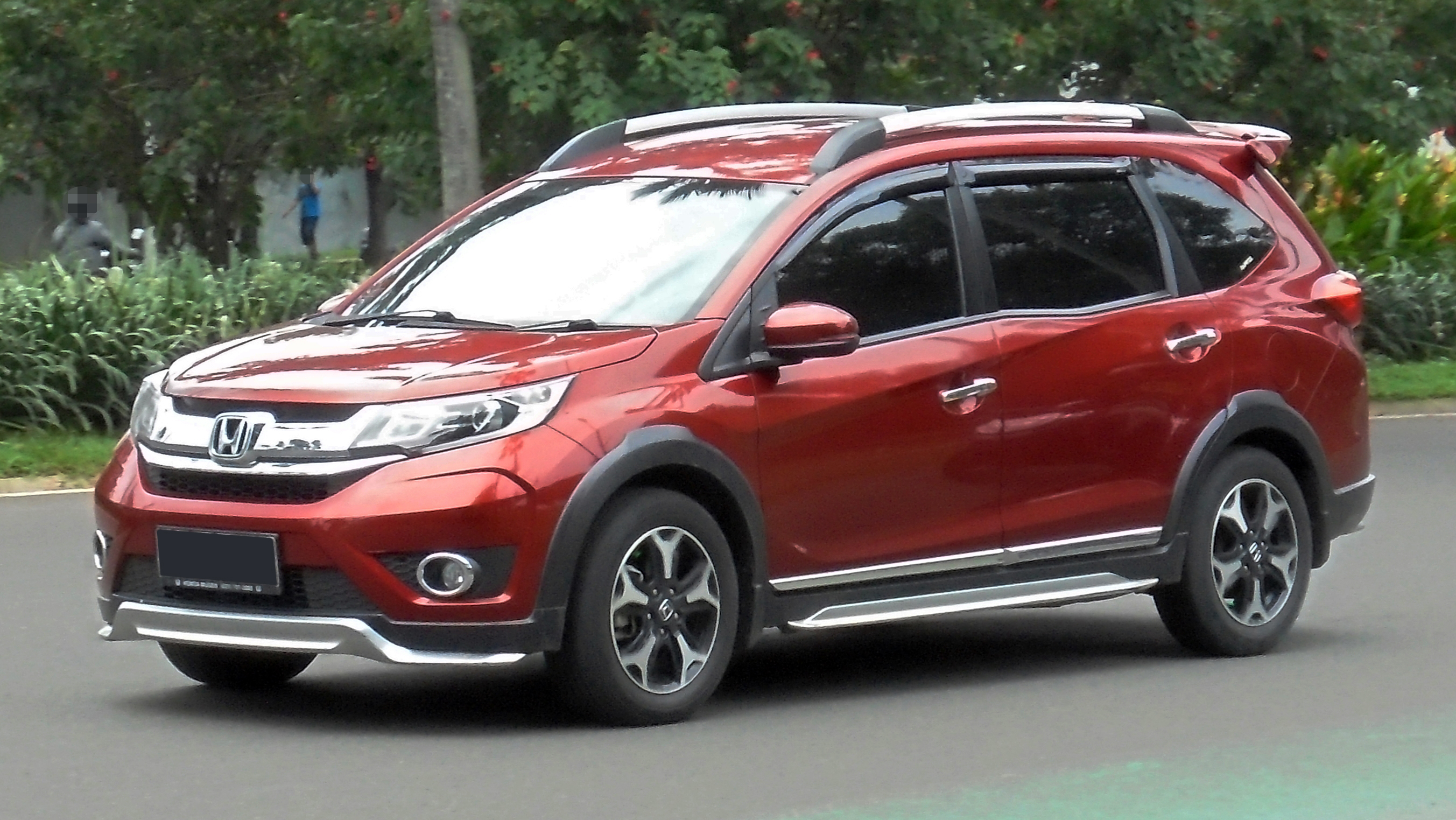
2016 BR-V E Prestige (DG1; Индонезия)
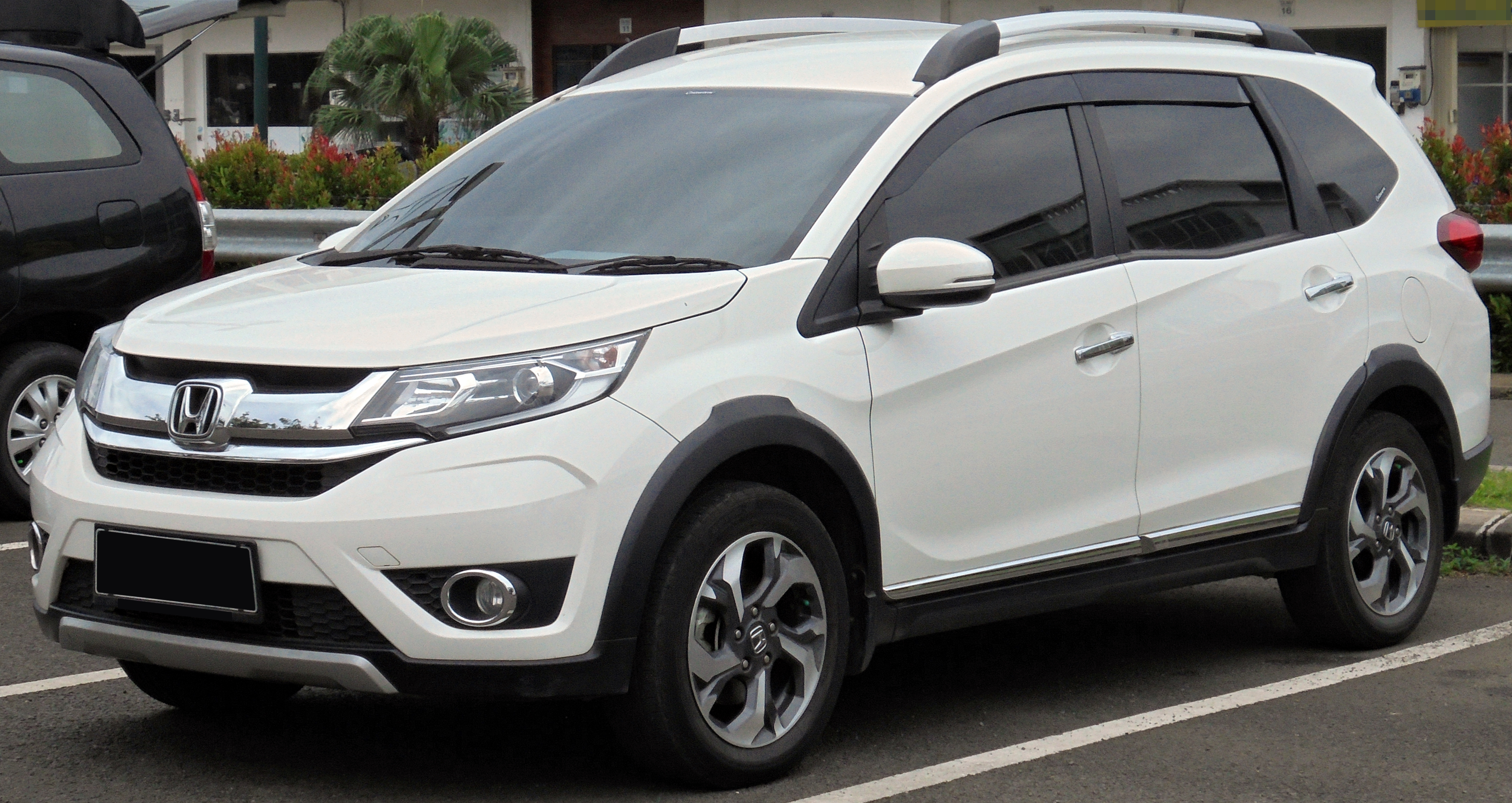
2017 Honda BR-V 1.5 E (DG1; Индонезия)
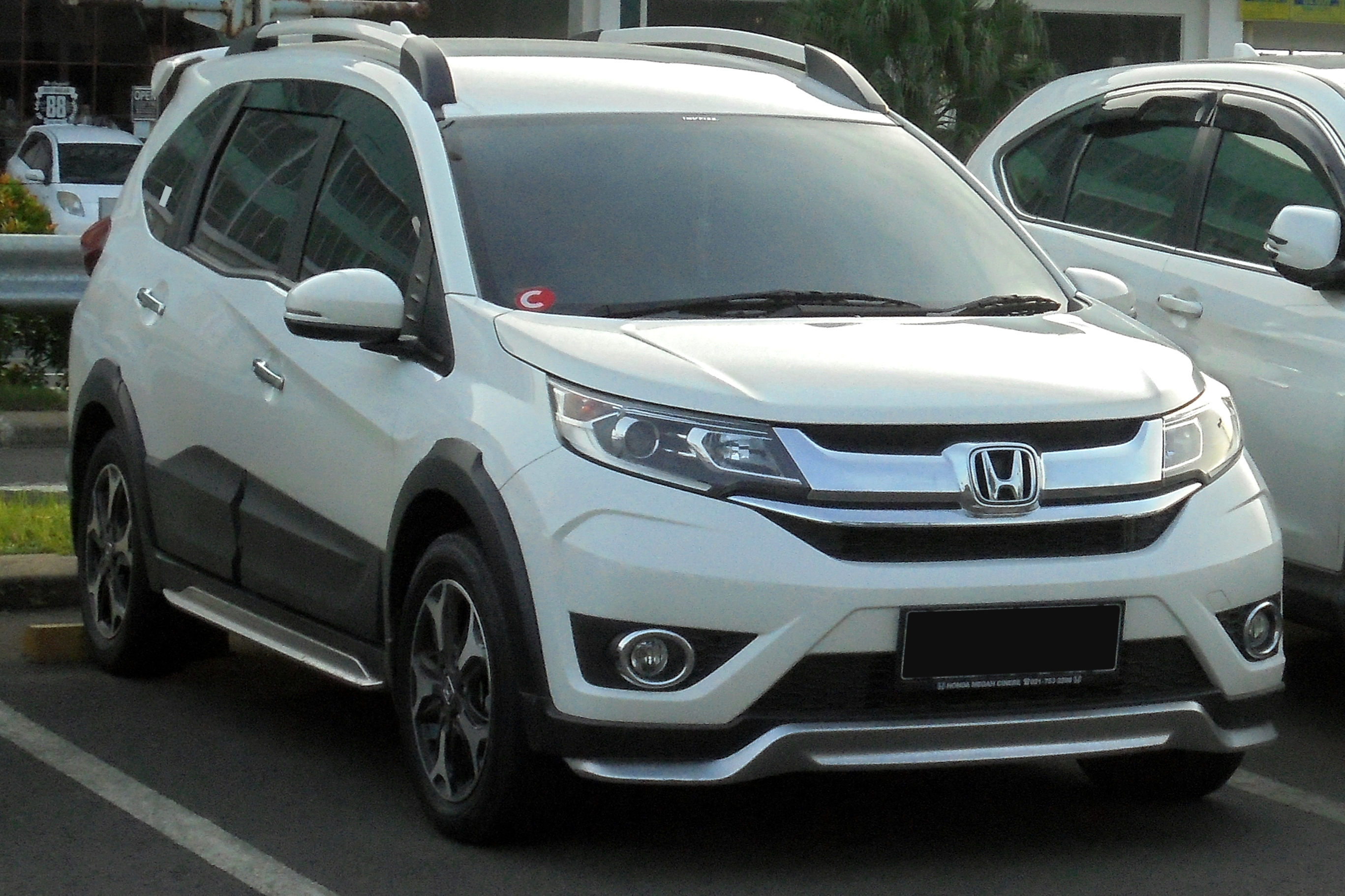
2018 BR-V E Prestige (DG1; Индонезия)
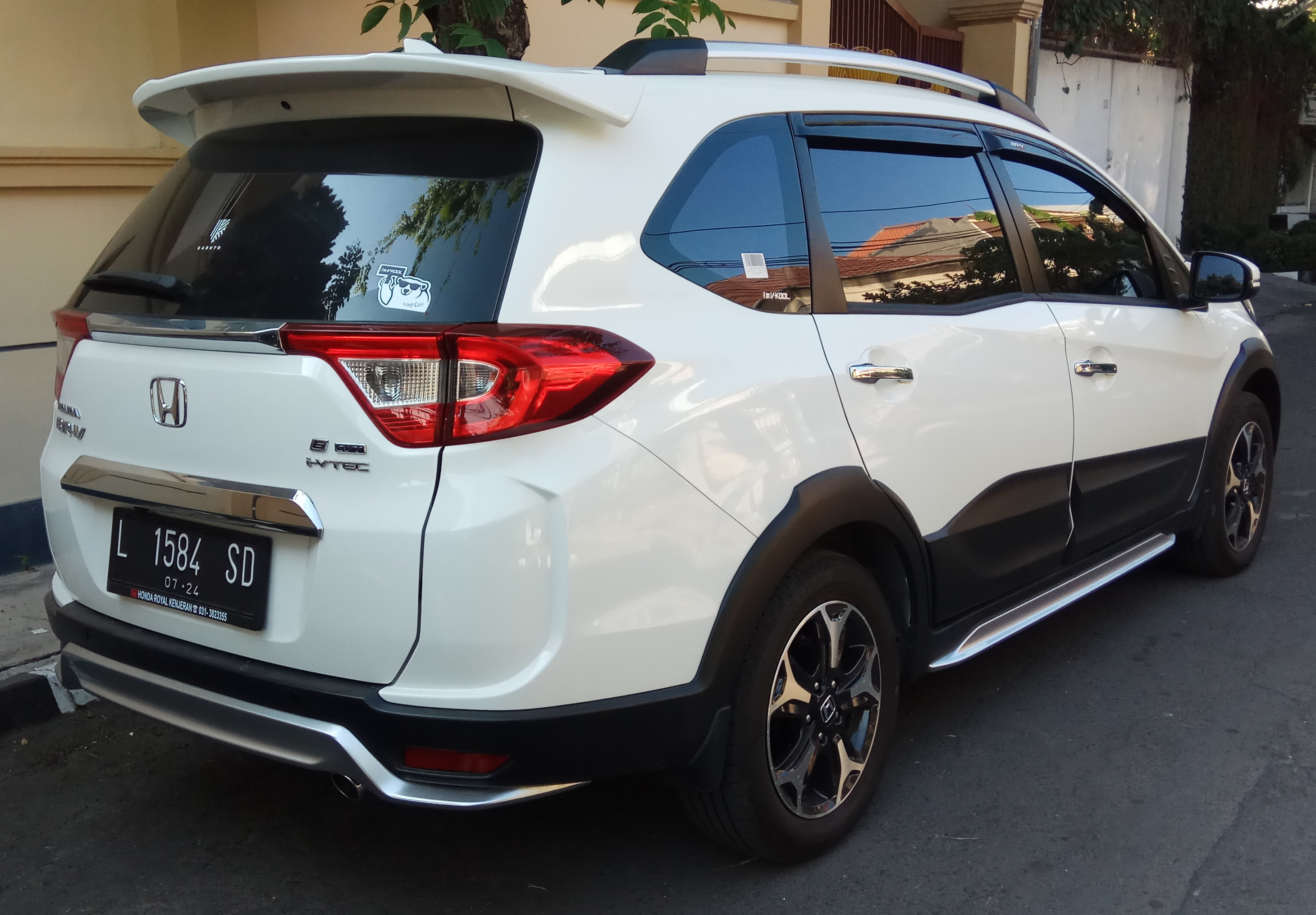
2018 BR-V E Prestige (DG1; Индонезия)
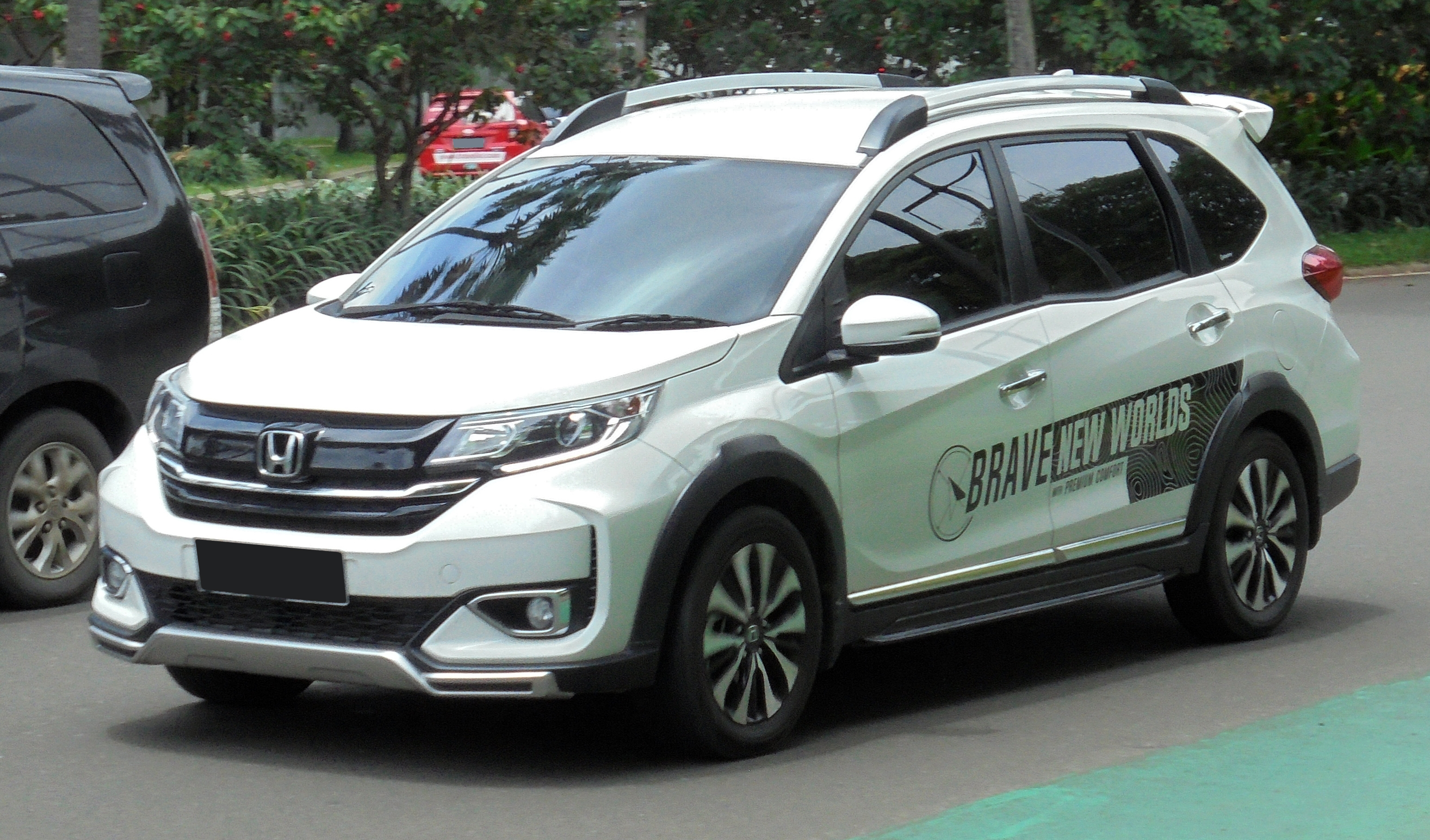
2019 BR-V Prestige (DG1; Индонезия)
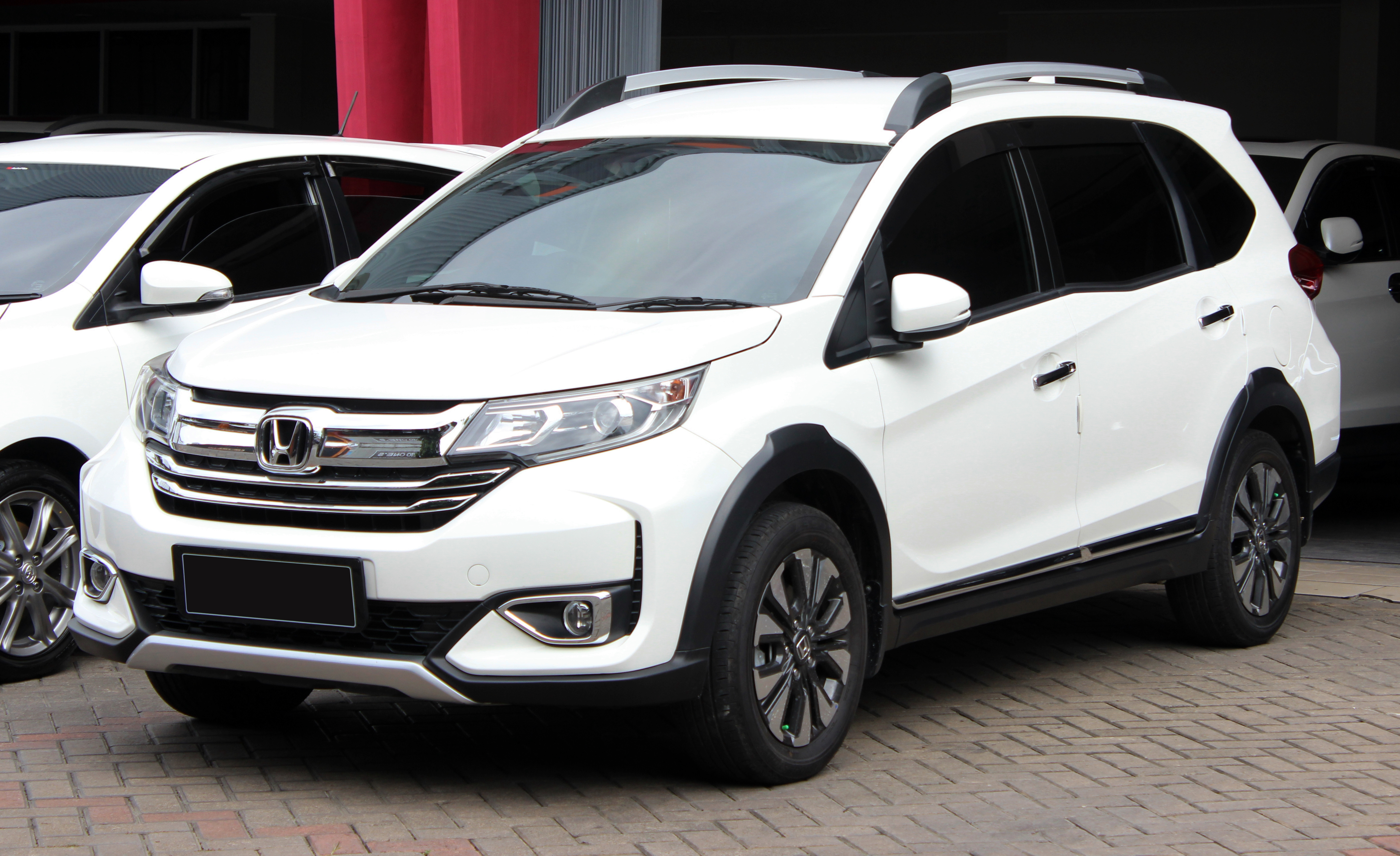
2020 BR-V E (DG1; Индонезия)
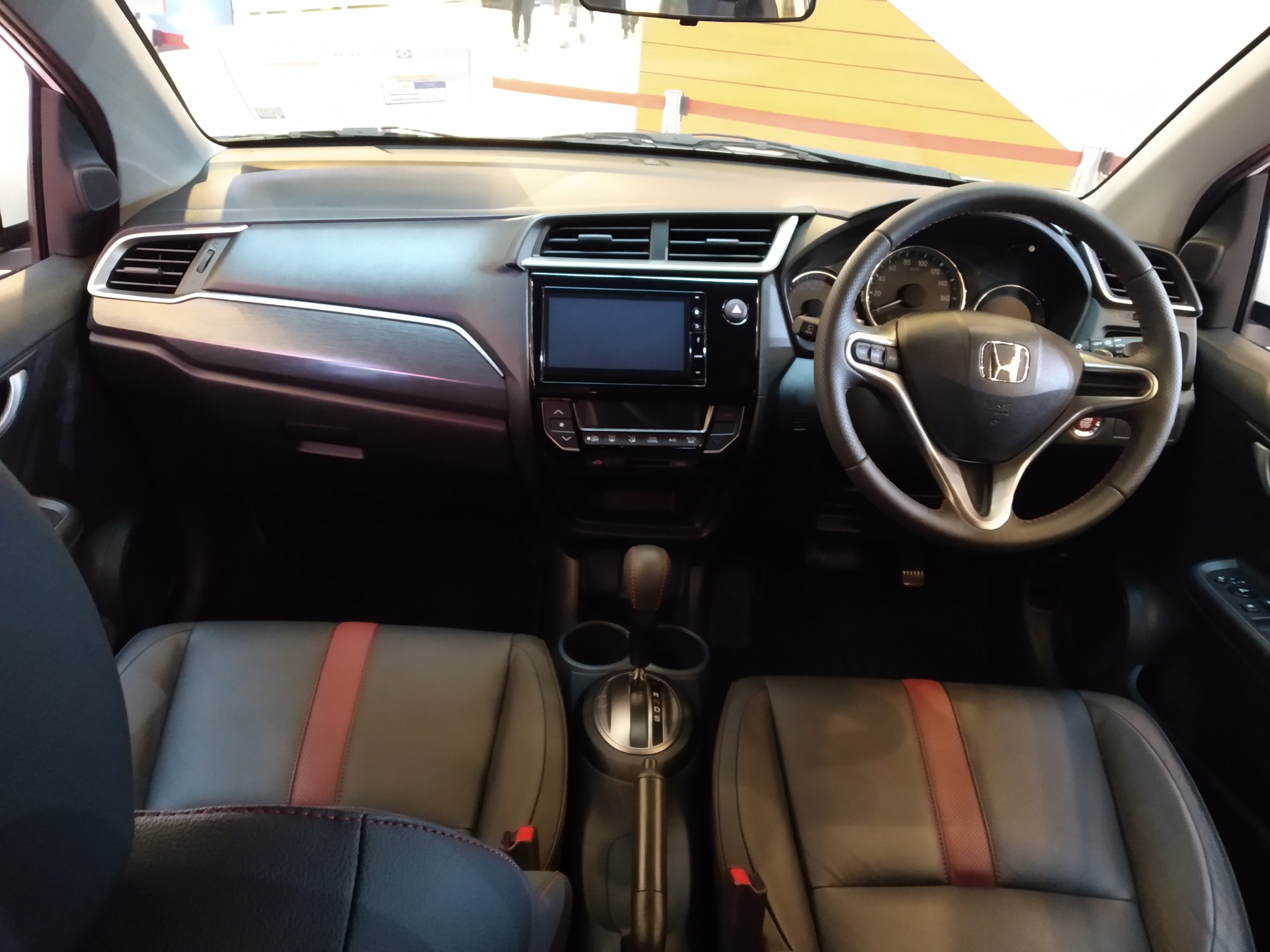
Интерьер
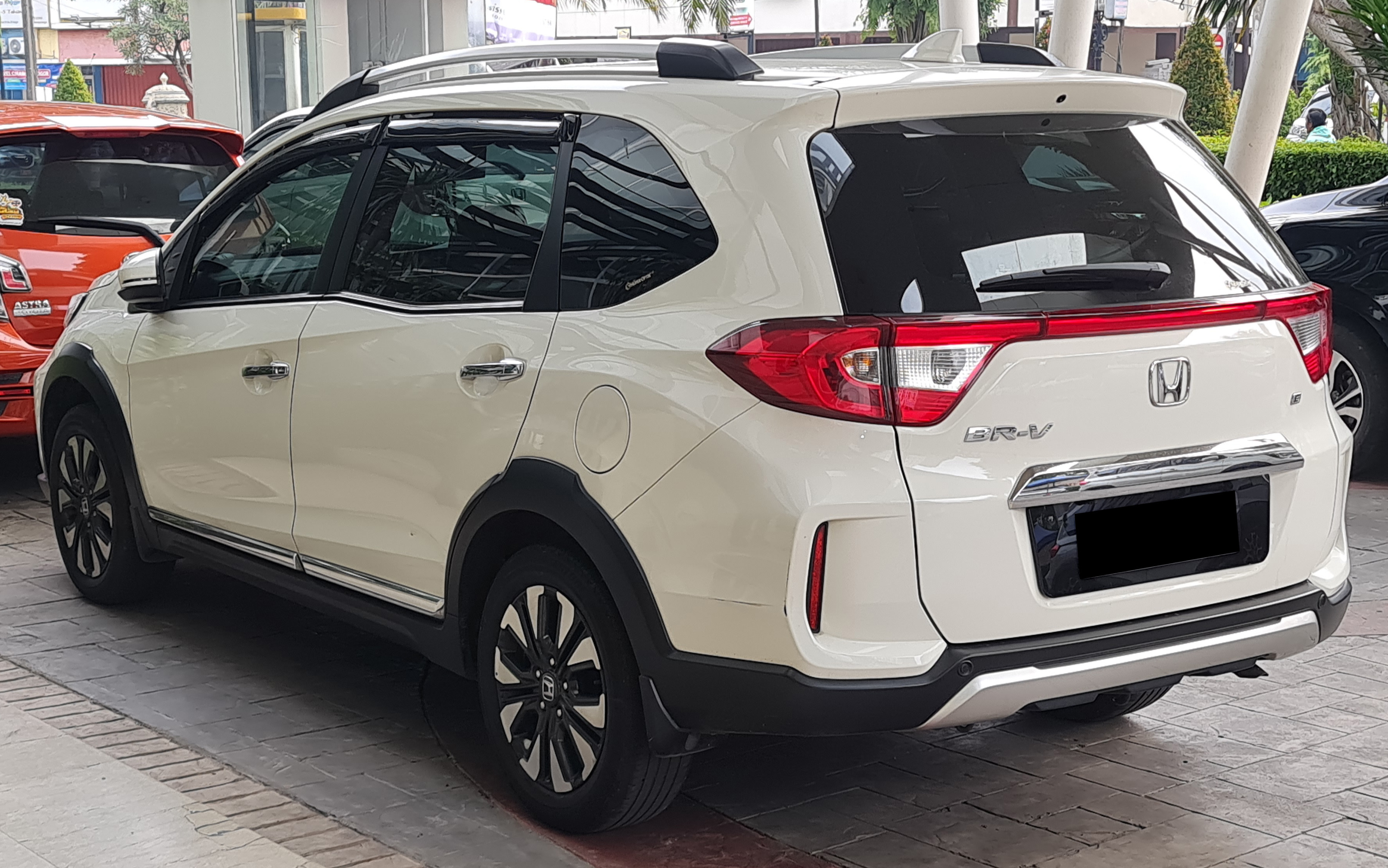
2021 BR-V E (DG1; Индонезия)

## Второе поколение (DG3; 2021)
Второе поколение Honda BR-V дебютировало 21 сентября 2021 года в Индонезии. Ранее 3 мая 2021 года был представлен концепт-кар N7X Concept. Разработкой руководил руководитель крупного проекта Паринья Тангвиенгванг из отдела исследований и разработок Honda в Азиатско-Тихоокеанском регионе.
Сборка началась 13 декабря 2021 года, а продажи — 8 января 2022 года. Уровень локализации составляет 80%. Изначально автомобиль выпускался и продавался только в Индонезии, а с 16 марта 2022 года BR-V второго поколения экспортируется и в другие страны.
В разное время BR-V второго поколения поставляется в Индонезию, Ямайку, Таиланд, Южную Африку, Филиппины, Вьетнам и Мексику.

### Двигатели
Второе поколение Honda BR-V оснащается 1,5-литровым четырёхцилиндровым бензиновым двигателем L15ZF i-VTEC мощностью 89 кВт (119 л. с.) при 6600 об/мин, который также применяется в Honda City седьмого поколения.

### Галерея

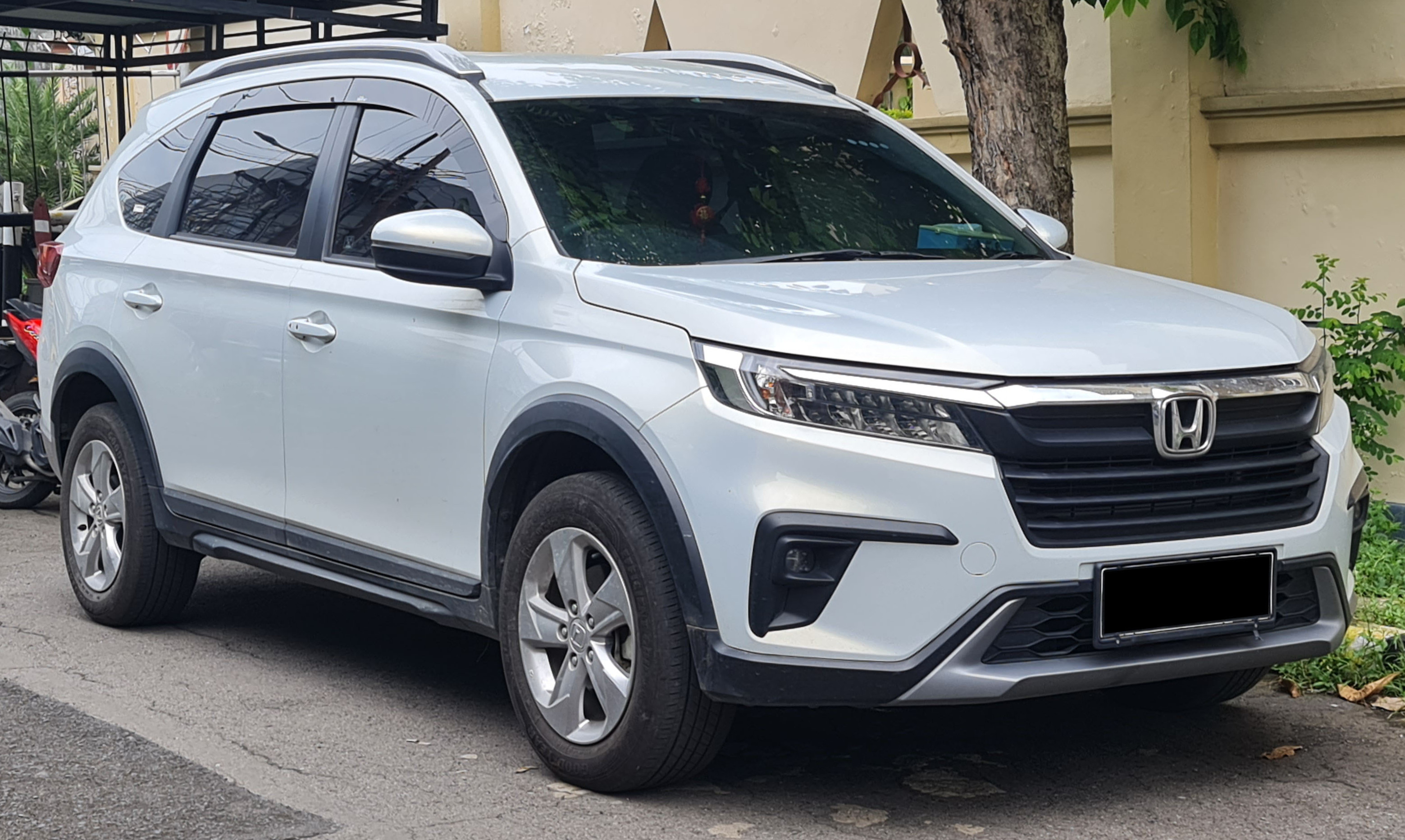
2022 BR-V E (DG3; Индонезия)
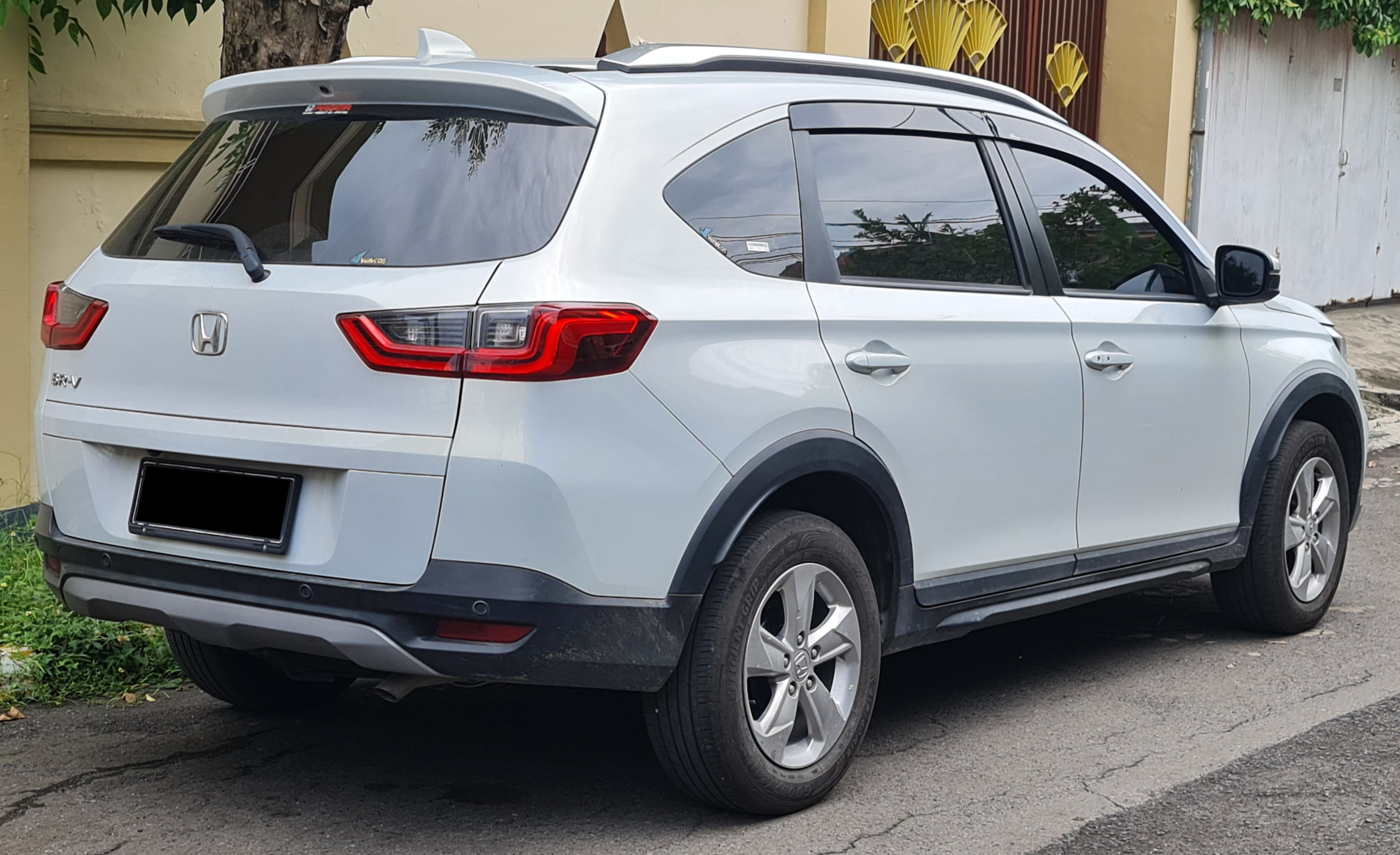
Вид сзади
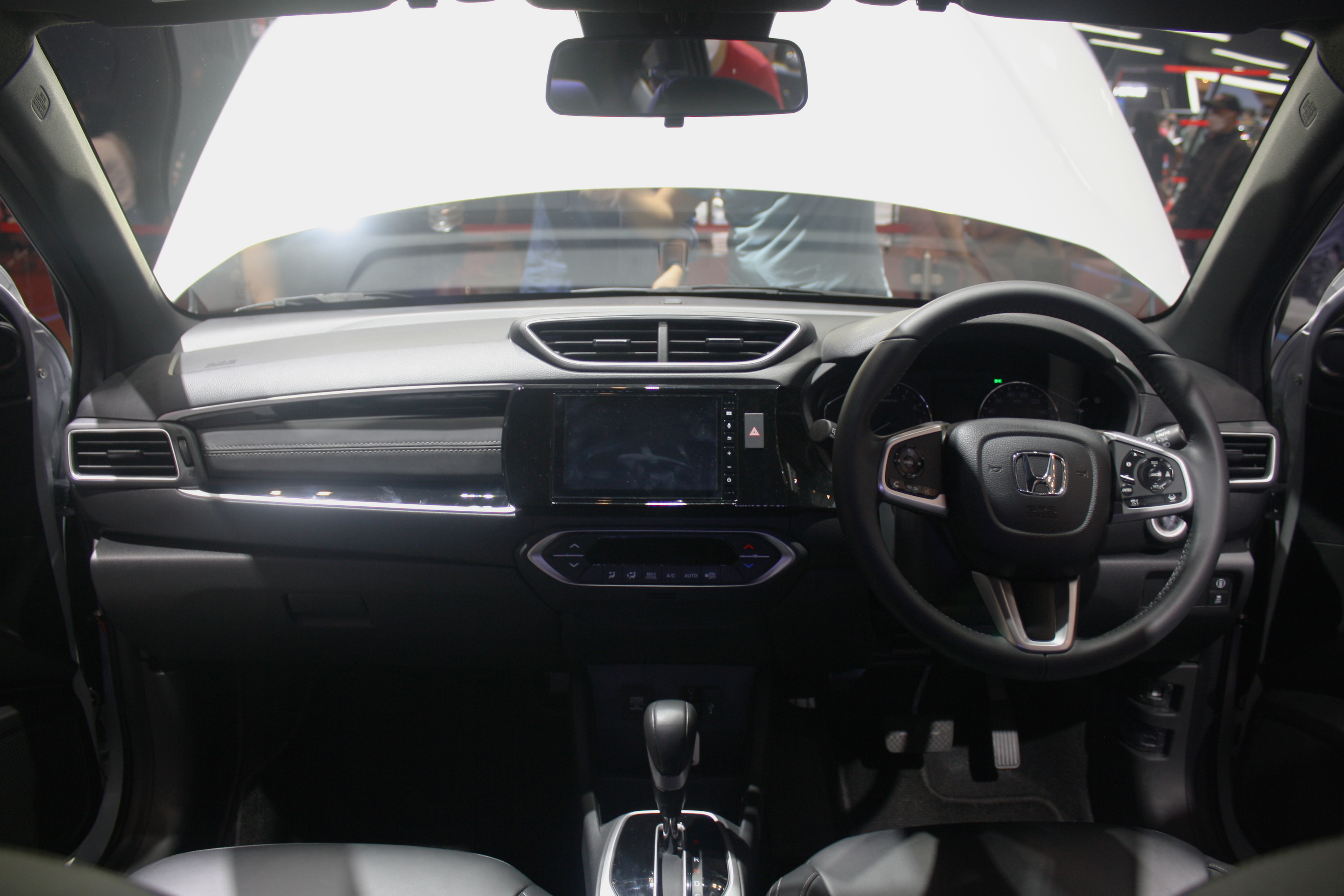
Интерьер
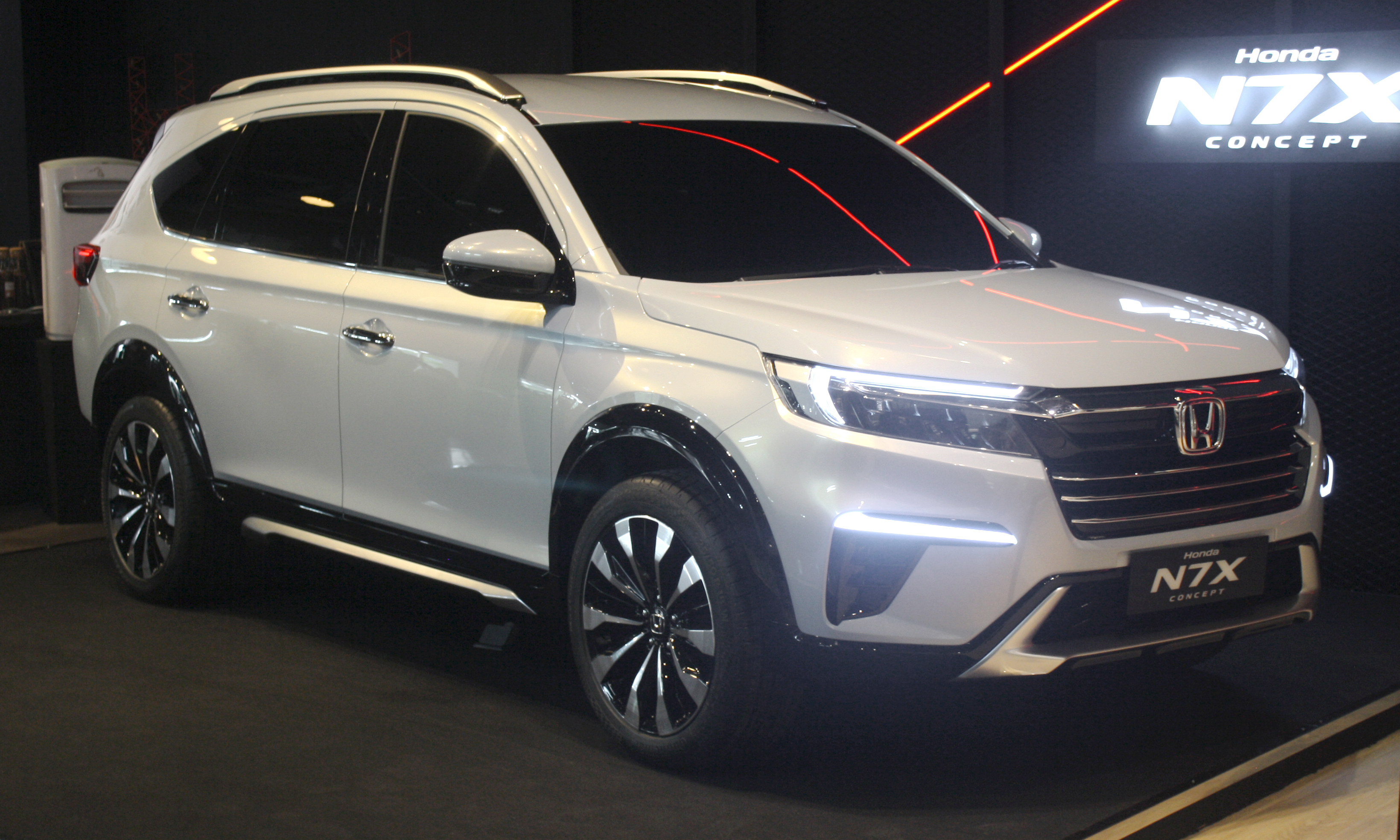
Honda N7X Concept

## Продажи
| Год  | Индонезия | Таиланд | Малайзия | Филиппины | Южная Африка | Индия  | Пакистан | Мексика |
| ---- | --------- | ------- | -------- | --------- | ------------ | ------ | -------- | ------- |
| 2016 | 38,666    | 10,153  |          | 704       | 561          | 16,820 |          |         |
| 2017 | 21,932    | 6,087   | 17,506   | 7,212     | 1,614        | 12,275 | 10,318   |         |
| 2018 | 9,143     | 5,143   | 11,389   | 4,719     | 1,609        | 7,140  | 16,019   |         |
| 2019 | 4,071     | 4,540   | 7,538    | 4,003     | 1,383        | 2,857  |          | 6,153   |
| 2020 | 1,468     | 3,032   | 3,624    | 2,041     | 697          | 60     |          | 3,759   |
| 2021 | 2,949     | 1,589   | 3,886    | 1,989     | 742          |        |          | 3,819   |
| 2022 | 26,677    | 1,045   | 2,646    |           | 248          |        |          | 3,508   |
| 2023 | 18,195    | 813     | 0        | 6,882     | 678          |        |          | 3,846   |